# Leopoldo Hermes Garin Bruzzone
Leopoldo Hermes Garin Bruzzone (* 26. Mai 1947 in San Ramón) ist ein uruguayischer römisch-katholischer Geistlicher und emeritierter Weihbischof in Canelones.

## Leben
Leopoldo Hermes Garin Bruzzone empfing am 31. Mai 1973 das Sakrament der Priesterweihe.
Am 15. Juni 2002 ernannte ihn Papst Johannes Paul II. zum Titularbischof von Benepota und bestellte ihn zum Weihbischof in Canelones. Der Bischof von Canelones, Orlando Romero Cabrera, spendete ihm am 8. September desselben Jahres die Bischofsweihe; Mitkonsekratoren waren der Bischof von Mercedes, Carlos María Collazzi Irazábal SDB, und der Bischof von Tacuarembó, Julio César Bonino.
Papst Franziskus nahm am 27. Juni 2022 das von Leopoldo Hermes Garin Bruzzone aus Altersgründen vorgebrachte Rücktrittsgesuch an.